# Elstermühle Wahrenbrück

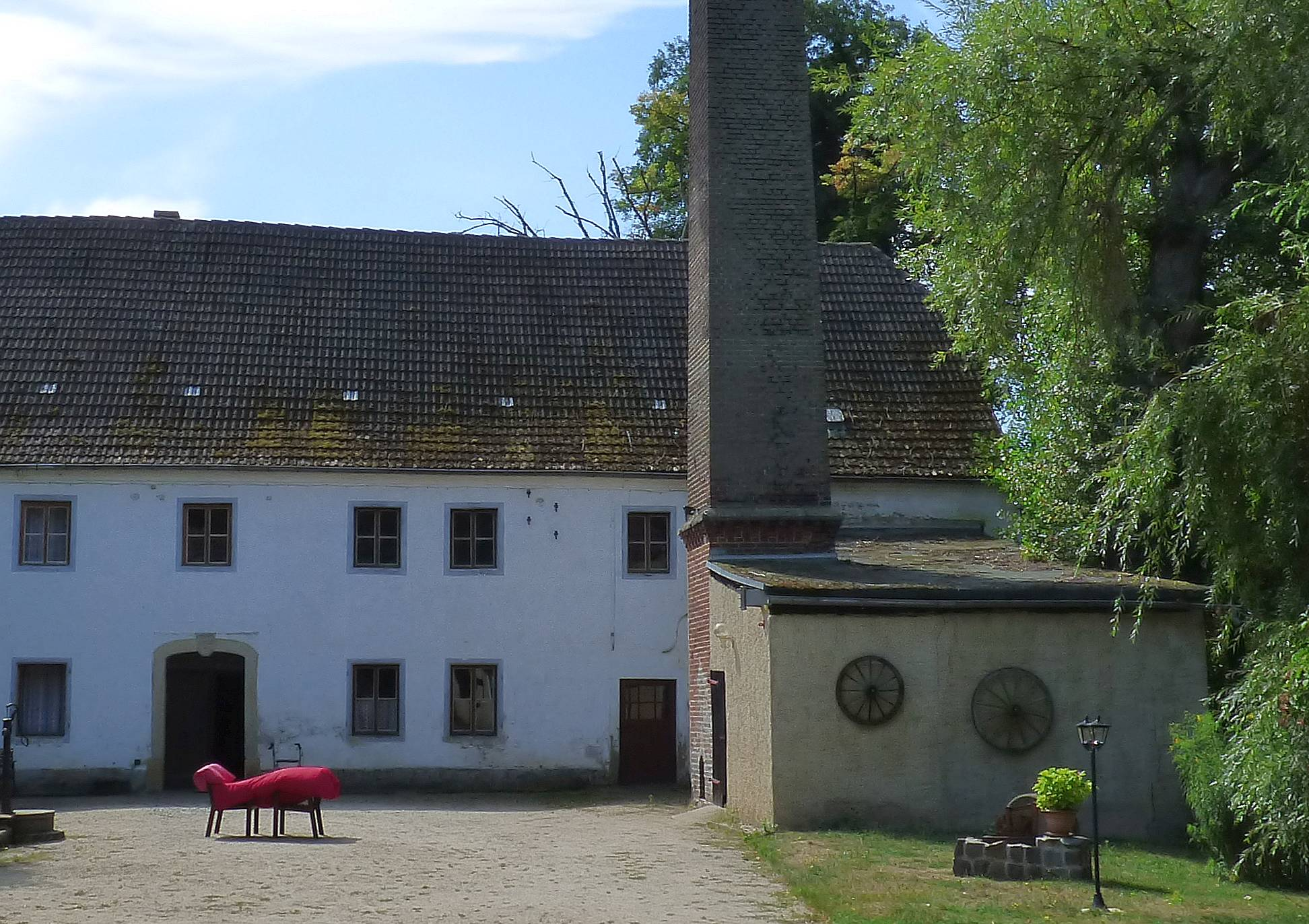
Das Hauptgebäude der Wahrenbrücker Mühle (2018)

Die historische Elstermühle Wahrenbrück befindet sich in der südbrandenburgischen Kleinstadt Uebigau-Wahrenbrück im Landkreis Elbe-Elster an der Kleinen Elster. Das 1805 entstandene Hauptgebäude der Mühle, an dessen Standort sich um 1320 einst ein Eisenhammer befunden haben soll und das zur Zeit seiner Entstehung als Papiermühle diente, steht in der Gegenwart unter Denkmalschutz.

## Geschichte

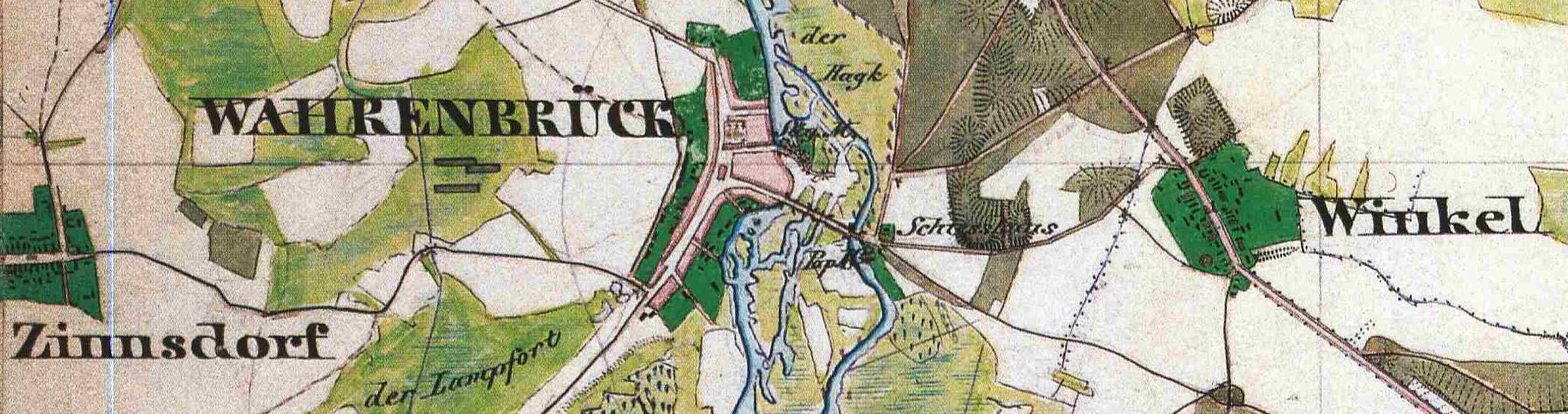
Wahrenbrück auf einem Urmesstischblatt von 1847

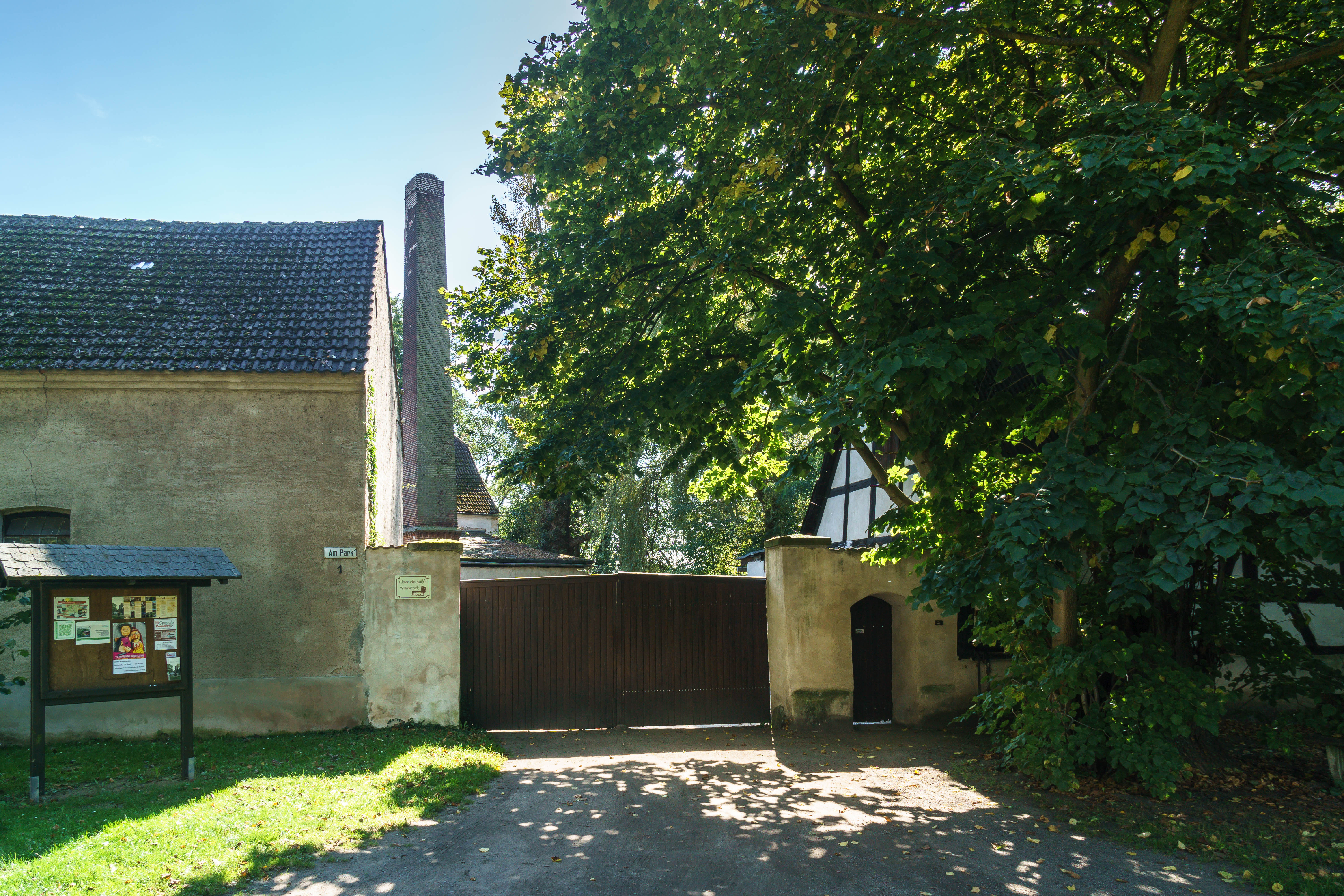
Eingang zum Mühlenhof

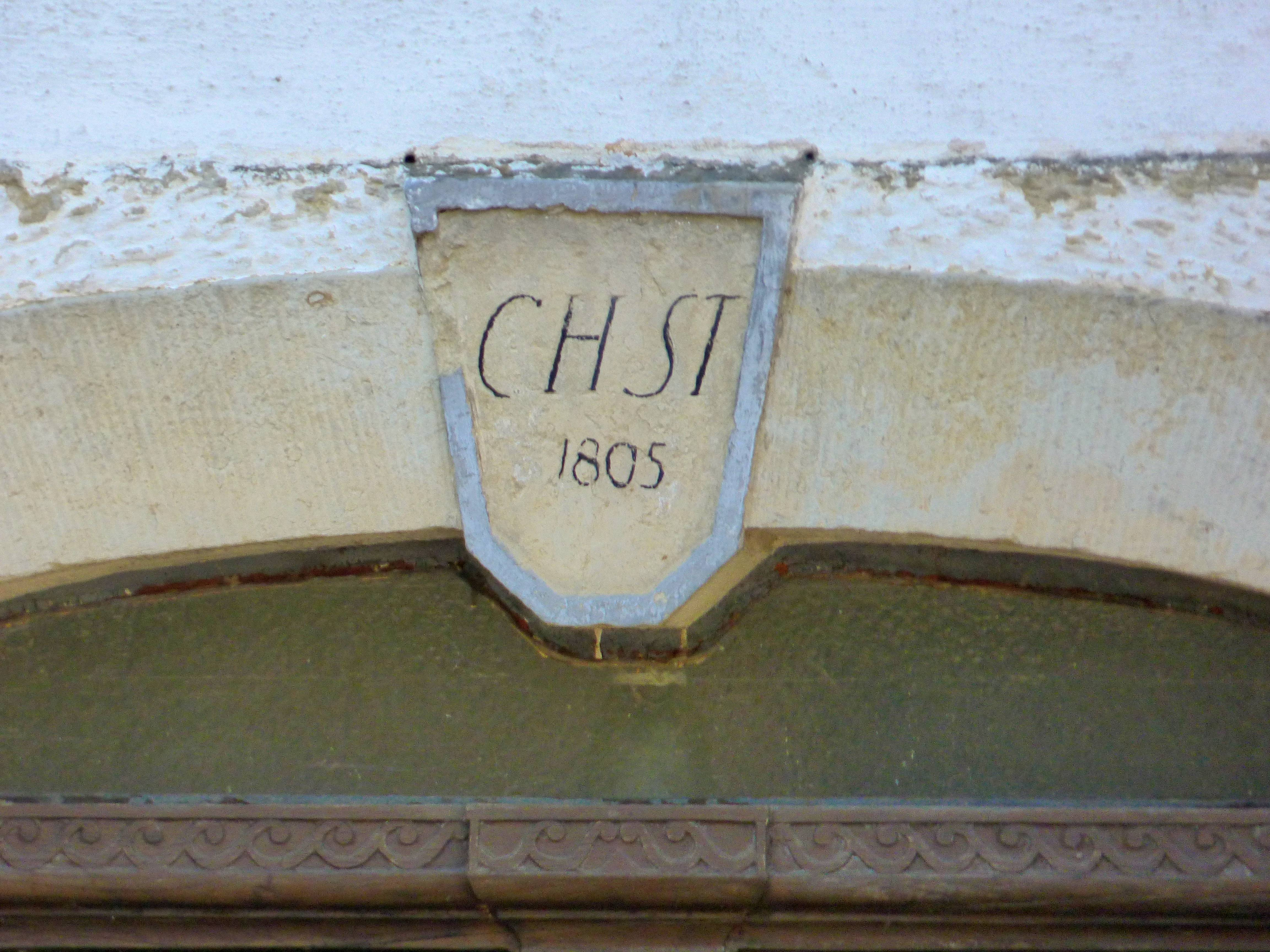
Schlussstein über der Haustür mit den Initialen von Carl Heinrich Stoltze

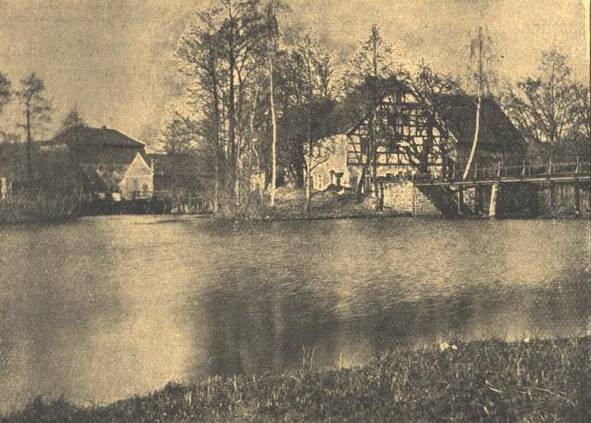
Die Mühle um 1912

### Von der Kloster- zur Amtsmühle und der erste Eisenhammer in Deutschland
Die Stadt Wahrenbrück, welche an der Mündung der Kleinen zur Schwarzen Elster liegt, gilt als traditioneller Mühlenstandort. Eine urkundliche Ersterwähnung der Mühle ist aus dem Jahre 1248 bekannt. Zu dieser Zeit bestand hier vermutlich eine Mahlmühle, welche das Kloster Dobrilugk kaufte.
Bereits im Jahre 1320 erscheint sie als Eisenhammer, der vermutlich zur Verarbeitung des in der Niederung reichlich als Raseneisenstein vorkommenden Eisenerzes diente. Das Kloster hatte die Mühle in dieser Zeit für 8 Jahre an 3 Personen mit den Namen Peter, Heinrich und Arnold verpachtet. Auch wenn das Unternehmen offenbar sehr bald scheiterte, denn wenig später erscheint die Mühle wieder als Mahlmühle (1343), als Otto von Ileburg dem Kloster Dobrilugk in jenem Jahr zwei unbekannt gebliebene Mühlen verkaufte und dabei sich sowie seine Nachkommen verpflichtete, dabei in Zukunft keine Mühlen oder Hämmer zu errichten, die die beiden klösterlichen Mühlen in und bei Wahrenbrück behindern würden. Die Mühle wirbt bis in die Gegenwart damit, dass es sich hier um den ersten Eisenhammer in Deutschland handelte.
Das Kloster wurde 1541 säkularisiert und die Wahrenbrücker Wassermühle zur Amtsmühle von Liebenwerda. Als der sächsische Kurfürst August (1526–1586) sie im Jahre 1558 vererbte, besaß sie 6 Gänge; diese werden ebenso in der Mühlenordnung des Jahres 1561 angegeben. Teilweise Zerstörungen musste sie dann im Dreißigjährigen Krieg durch kroatische Landsknechte im Jahre 1634 hinnehmen. 1673 übernahm durch eine Erbschaft der Obrist-Leutnant Casimir Christian von Schweinitz die Mühle. Bis dahin lag der Standort 36 Jahre lang wüst.

### Die Papiermühle
Im Jahre 1696 begann ihre Nutzung als Papiermühle. Johann Ohle wurde von deren Besitzer Casimir Christian von Schweinitz das Recht eingeräumt, an der bestehenden Mahlmühle eine Papiermühle anzubauen. Als Ohle im Jahre 1714 starb, wurde die Mühle von seiner Witwe übernommen, welche bereits im Folgejahr mit dem Hartmannsdorfer Ludwig Renner einen weiteren Papiermacher heiratete. 1730 wurde diese Papiermühle schließlich an deren Tochter weitervererbt. Diese vermählte sich mit dem Papiermachermeister Johann Gottlieb Oser, der allerdings bereits wenig später im März des Jahres 1731 in der Kleinen Elster ertrank. Seine Witwe heiratete 1733 mit Johann Gottlieb Stoltze einen weiteren Papiermacher. Ihm folgte später sein Sohn Carl Heinrich Stoltze.
Im Jahre 1762 wurde die Papiermühle neu errichtet. Einige Jahre später kam es dann im Jahre 1780 schließlich zum sogenannten Lumpenkrieg. Zur Wahrenbrücker Papiermühle, die auf dem Gebiet des heutigen Landkreises Elbe-Elster vermutlich die Einzige ihrer Art war, gehörte auch ein Lumpensammelbezirk. Lumpen waren der Rohstoff, aus welchem in jener Zeit hauptsächlich Papier gemacht wurde. Das Privileg, Lumpen zu sammeln, musste man sich beim jeweiligen Landesherrn erkaufen, so auch die Papiermüller in Wahrenbrück. Aus unbekanntem Grunde besaß jedoch seit 1758 mit dem Wilthener Papiermüller Sachse ein Weiterer in den Ämtern Liebenwerda, Mühlberg und Dobrilugk das Recht, Lumpen zu sammeln. Dieser hatte sich sein Recht bei höchster Stelle gegen eine Zahlung von 9 Talern ebenfalls erkauft. Jedoch durfte er nur so viel sammeln, wie er selbst verbrauchen konnte. Verkaufen durfte er nichts.
Der Streit sollte bis 1789 dauern. Unter Vermittlung des Dobrilugker Amtmannes einigte man sich schließlich darauf, dass der Wilthener von seinem Recht abließ und der Wahrenbrücker ihm dafür jährlich 3 Zentner schlechte und 1 Zentner gute Lumpen lieferte. Für den Fall eines Verstoßes wurden 5 Taler als Konventionalstrafe festgelegt.

### Neuzeit
Das heutige Hauptgebäude der Mühle entstand Anfang des 19. Jahrhunderts. Der Schlussstein über der Haustür enthält die Jahreszahl 1805. Neben der Papiermühle bestand in Wahrenbrück auch eine Mahlmühle, die allerdings zwischenzeitlich nicht immer in Betrieb war. 1777 wurde sie zum Beispiel in einer Revision der an der Schwarzen Elster gelegenen Mühlen als kaputt bezeichnet. Auch die Papiermühle wurde mit der beginnenden Industrialisierung in der Region schließlich wieder in eine Mahl- und Schrotmühle umgewandelt. Die Gründe dafür liegen jedoch weitgehend im Dunkeln. Der Papiermüller Christlieb Hennig ließ sie 1858 in jener Zeit mit französischen Mahlsteinen ausstatten. Noch bis zum Jahre 1979 war die Mühle in Betrieb, wobei sie allerdings privat darüber hinaus noch bis 1998 betrieben wurde. Ihr Antrieb erfolgte allerdings bereits seit dem Jahre 1920 mittels Elektromotor.
Letzter Müller der Wahrenbrücker Mühle war Heinz Ludwig. Ludwig war außerdem der erste Wahrenbrücker Fährmann, nachdem man 1977 begonnen hatte, im benachbarten Kleinen Spreewald mit Spreewaldkähnen das Flussgebiet zwischen Kleiner und Schwarzer Elster zu befahren.
Die Mühle befindet sich bis in die Gegenwart in Familienbesitz. Heute kann man das historische Gebäude, das seit 1990 auch unter Denkmalschutz steht, auf Anfrage und zu verschiedenen Eventtagen, wie dem Deutschen Mühlentag, der Mühlennacht oder der Mühlenweihnacht besichtigen.

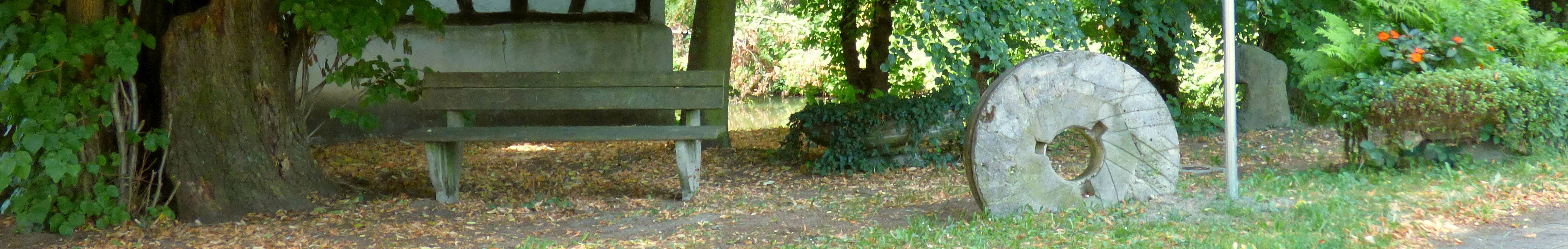
Historischer Mühlstein am Eingang.